# Rivière Bretelle
 (juillet 2014).
La rivière Bretelle est un cours d'eau qui coule dans le département de l'Ouest à Haïti, et un petit fleuve côtier qui a son embouchure en mer des Caraïbes.

## Géographie
Ce fleuve qui se jette dans le golfe de la Gonâve à l'Est de la ville de Cabaret. Il prend sa source dans le chaîne des Matheux.
Son cours mesure environ une vingtaine de kilomètres de long. 
Lors des tempêtes et durant l'ouragan Ike, la rivière Bretelle déborde et inonde la ville de Cabaret. Cette ville se trouve prise en étau entre les débordements de cette rivière située à l'Est et la rivière Torcelle située à l'Ouest. 